# Hamurabi (joc video)
Hamurabi este un joc video de strategie bazat pe text de gestionare a terenurilor și a  resurselor. A fost dezvoltat prima dată sub numele King of Sumeria sau The Sumer Game de Doug Dyment în 1968, de la Digital Equipment Corporation, ca un joc de calculator pentru limbajul de programare FOCAL⁠(d) nou inventat de colegul său Richard Merrill.
Jocul constă din zece runde în care jucătorul, în rolul regelui babilonian Hammurabi, decide cât de mult din cereale să cheltuiască pe recolte în runda următoare, hrănindu-și oamenii și cumpărând teren suplimentar, în timp ce se confruntă cu variații aleatorii ale recoltelor și diverse dezastre naturale. A fost inspirat de The Sumerian Game (Jocul Sumerian), o simulare economică mult mai detaliată, bazată pe text, destinată educării copiilor, dezvoltată între 1964 și 1966 de designerul și profesoara de școală primară Mabel Addis⁠(d) și programatorul IBM William McKay.

Au fost create mai multe versiuni ale jocului pentru limbajul FOCAL, dar în jurul anului 1971 David H. Ahl⁠(d) l-a portat pe DEC BASIC și în 1973 l-a publicat în 101 BASIC Computer Games. Acesta a fost republicat ulterior în cod Microsoft BASIC⁠(d) în cartea sa din 1978 BASIC Computer Games. Versiunea extinsă a jocului, intitulată Hamurabi, a devenit rapid versiunea mai proeminentă datorită popularității atât a cărții, cât și a limbajului de programare. Hamurabi a influențat multe jocuri de strategie și simulare ulterioare și este, de asemenea, un antecedent al genului de construire a orașului.